# František Novotný (spisovatel)
František Novotný (* 15. března 1944 v Brně) je spisovatel sci-fi literatury, počítačový technik, plastikový modelář a jachtař.

## Životopis
Ve svém rodném městě získal středoškolské vzdělání na dnešním gymnáziu Na Vídeňce a v roce 1968 vystudoval obor technická kybernetika na elektrotechnické fakultě VUT v Brně. Poté nastoupil jako technik komplexních zkoušek do národního podniku Chemont Brno a mezi jeho štace patřil i blok A1 jaderné elektrárny v Jaslovských Bohunicích. Při prověrkách technicko-hospodářských pracovníků v roce 1970 nesouhlasil s okupací Československa Sovětskou armádou a byl na jaře 1971 vyhozen. Po několika měsících bez práce získal zaměstnání u Kancelářských strojů Brno, ale pouze na detašovaném pracovišti v Adamovských strojírnách, kam 24 let dojížděl. Od řadového technika sálového počítače ZPA 600 se vypracoval až na vedoucího střediska technické péče a z tohoto místa v roce 1994 odešel na volnou nohu. Napůl se živil psaním, napůl jako profesionální kapitán námořních plachetnic. Napřed pracoval na katamaranu vydavatele Annonce Josefa Kudláčka, poté až do roku 2000 na dvoustěžňové jachtě Freelord patřící česko-japonské rodině. Spolupracoval také s agenturou Moravyacht, pro niž v roce 1994 a 1997 přepravil jachtu z Floridy, poprvé do Gibraltaru a po druhé na Sardinii.
V roce 1996 se Freelord pod jeho vedením a s posádkou studentů stal vítězem Jachetního rallye východního Středomoří (E.M.Y.R.) pořádaného Tureckem, Izraelem a Egyptem jako pokus zlepšit vzájemné vztahy. Trasa vedla z Istanbulu přes Kypr a Izrael do Egypta s cílem v Ismailii uprostřed Suezského průplavu. Odtud jachta pokračovala do Hurghady, kde František Novotný strávil s lodí potápěčskou sezónu.
K této práci František využil své jachtařské zkušenosti. Jako syn jednoho ze zakladatelů brněnského Jachtklubu vyrostl prakticky na Brněnské přehradě. Řídit plachetnici se naučil v osmi letech, od patnácti pak začal závodit ve třídě Pirát, v níž v roce 1965 získal mistrovský titul. Poté si ho však přitáhlo moře a v roce 1971 se v rámci dohody ČSTV s polským Jachtařským svazem dostal na palubu polského škuneru Zew Morza. Tím začala jeho kariéra námořního jachtaře, během níž vykonal na malých, amatérsky postavených námořních plachetnicích ještě před rokem 1989 plavby v Dánských úžinách, dvakrát do Oslo a na Černém a Egejském moři a na Jadranu.
Po roce 2000 se však František Novotný rozhodl soustředit se jen na psaní, ale dostal se také k překládání militarií a námořních encyklopedií. Od roku 2007 mu do rozpočtu přispívá penze a na moře vyplouvá jen pro vlastní potěšení s přáteli a po stopách svých oblíbených autorů a jejich hrdinů.

## Československý fandom

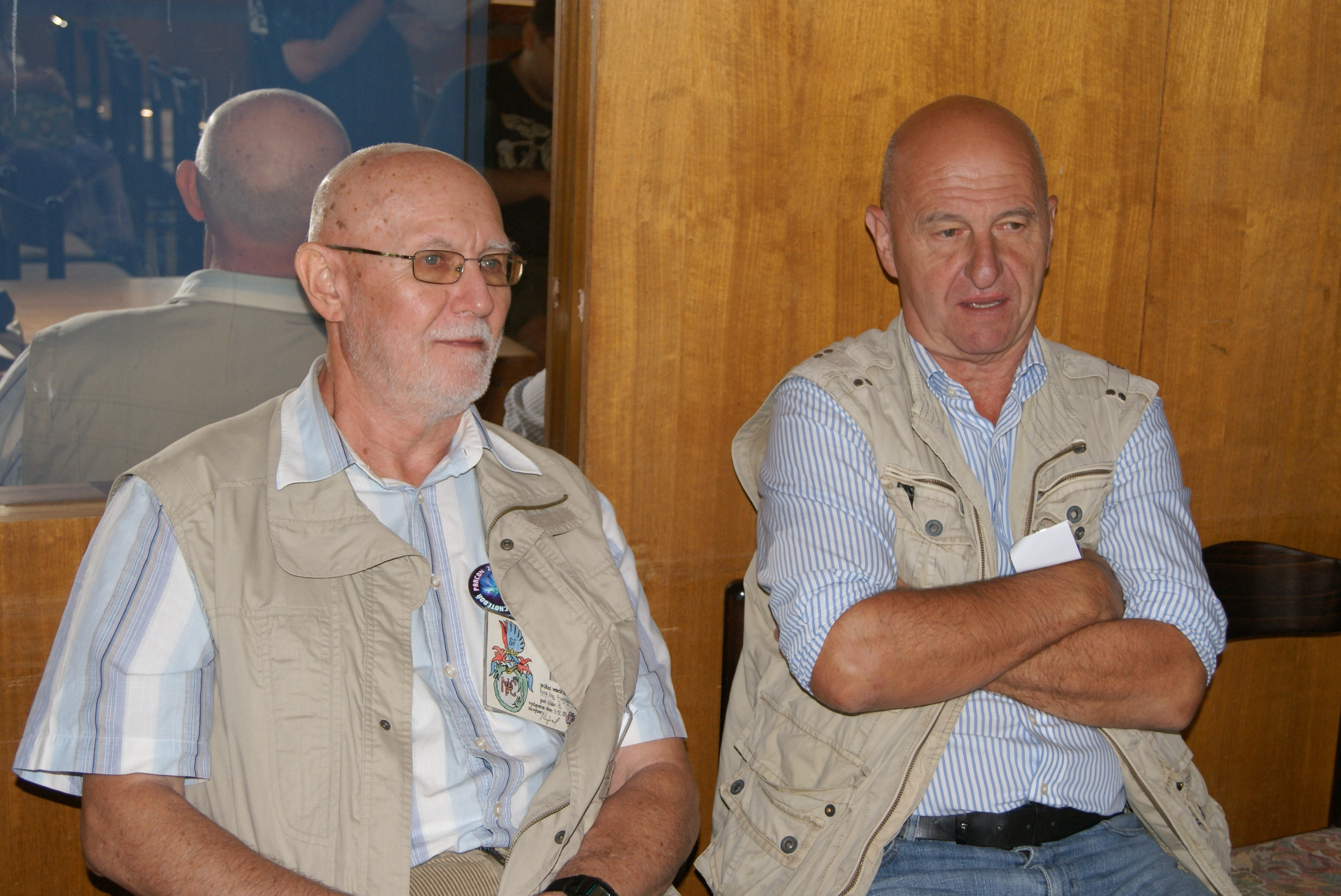
S Ondřejem Neffem na Parconu 2011 v Chotěboři

Do fandomu se zapojil v roce 1983. Byl spoluzakladatelem SF klubů Nyx, Nonparcorán klubu, pomáhal na Draconech a zúčastňuje se pravidelně Parconů, jako účastník i jako autor populárních přednášek.

## Literární činnost
František Novotný patří ke spisovatelům sci-fi z okruhu kolem Ceny Karla Čapka. Poprvé se do této literární soutěže pořádané čerstvě založeným Čs. fandomem přihlásil v roce 1983 s povídkou „Přednáška“. Byla napsána jednou větou a pojednávala o hnutí „Tří bradatých“, jimiž byli míněni Marx, Engels a Lenin. Vzhledem k obsahu nedostala povídka žádnou cenu, ale autor vešel do povědomí hodnotitelů a v roce 1985 získal za poému Legenda o Madoně z Vrakoviště hlavní cenu, svého prvního Mloka. Zaměření dalších povídek i větších prací zpočátku ovlivňovalo technické vzdělání autora, jeho dvorním tématem se stali roboti a jejich společenské uvědomování. Povídky a úvahy psal pro časopis Ikarie, do řady antologií, a do Interkomu. Knižního debutu se dočkal v antologii Návrat na planetu Zemi (1985), kde vyšla povídka „Pojďme si hrát na hoňku“. V roce 1988 mu pak vyšla první samostatná knížka, sbírka povídek Nešťastné přistání, byť vnitřní cenzurou nakladatelství Čs. spisovatel o třetinu zkrácená.
Na příval fantasy, který se v československých knihkupectvích objevil po roce 1989, zareagoval parodicky míněným románem tohoto žánru Dlouhý den Valhaly, který vydal pod pseudonymem Frank N. Skipper. Avšak téma ho pohltilo natolik, že se pustil do psaní dalších, již zcela vážně míněných dílů, takže během 15 let vznikl šestidílný románový cyklus Valhala, nejrozsáhlejší české dílo pojednávající o alternativním světě.
Poté si František Novotný na několik let odskočil k literatuře faktu a k beletrii se vrátil v roce 2011 románem Prsten od vévodkyně. Jedná se o bizarní příběh bývalého estébáka, kterého si do 19. století přitáhne magický prsten, jenž dostala Božena Němcová od vévodkyně Zaháňské. Tento román zahájil edici Kroniky karmínových kamenů věnovanou příběhům z českých dějin, v nichž však nesmí chybět kousek magie.
V létě 2012 pak František Novotný dopsal zatím svůj další román s názvem Křižník Thor. Jedná se o napůl korzárský příběh, napůl polit-fiction z nedaleké budoucnosti. V roce 2018 vyšel román, odehrávající se paralelně v alternativní druhé světové válce a naší současnosti s názvem Osudový konvoj, v roce 2020 pak barvitý příběh z alternativních dějin české říše Dryák, vycházející ze starší povídky Vzhůru na oceán).

### Povídky
- Kdo další (1984)
- Legenda o Madoně z Vrakoviště (1985), za ni získal Cenu Karla Čapka
- Pojďme si hrát na hoňku (Návrat na planetu Zemi 1985)
- Pan René nosí šaty (Kočas 1986)
- Příšpulek do různého (Kočas 1986)
- Dítě dr. Jedelského (Skandál v Divadle snů 1988)
- Královna Šumavy (Lovci zlatých mloků 1988)
- A čím jste vy? (Nešťastné přistání 1988)
- Jméno pro planetu (Nešťastné přistání 1988)
- Človíčku, chci tě ještě slyšet se smát (Nešťastné přistání 1988)
- Koně se také střílejí (Nešťastné přistání 1988)
- Venuše kallipygos (Nešťastné přistání 1988)
- Jsem hodný, tichý chlapec (Nešťastné přistání 1988)
- Nešťastné přistání (Nešťastné přistání 1988)
- Bradburyho stín (Černá skříňka: Kočas 1989)
- Jak jsme si pořídili auto aneb Slohová práce z alternativního světa (Černá skříňka: Kočas 1989)
- Hvězdné hry (Lovci černých mloků III 1990)
- Krajina dětství (Lety zakázanou rychlostí 1990)
- Opus dei (Vesmírní diplomaté 1990)
- Sonda do myslí předků (Kočas 1990)
- Modlitba ateisty (Bradburyho stín 1991)
- Světadárce (Bradburyho stín 1991)
- Záhada linky Paradise (Bradburyho stín 1991)
- Oni si musí vymyslet vždy něco zvláštního (Bradburyho stín 1991)
- Ramax (Kočas 1991)
- Růže v očích (Ramax 1992)
- Andros (Ramax 1992)
- Nejstarší vzpomínka (Let na Měsíc 1993)
- Askerův objev (Ikarie 1994/07)
- No Difference (Nemesis 1995/09)
- Břitvoruký Jack (Nemesis 1995/12)
- Tělesné předpoklady (Rigor Mortis 1998)
- Skládanka (Ikarie 1998/11)
- Knihovna a chrám (Je dobré být mrtvý 2000)

### Knihy
- sbírka povídek Nešťastné přistání (1988), zčásti cenzurováno
- sbírka povídek Bradburyho stín (1991)
- sbírka povídek Ramax (1992), další Cena Karla Čapka[1]
- fantastický román Prsten od vévodkyně (2011) ze série Kroniky karmínových kamenů
- román Křižník Thor (2012)
- sbírka povídek Hvězdné hry (2017) (souborné povídkové dílo vyjma povídky Knihovna a chrám)
- román Osudový konvoj (2018)
- román Dryák (2020)
- román Čínská hra o dvou tazích (2024)

 Šestidílný románový cyklus Valhala 
- Dlouhý den Valhaly: Meče a prsten
- Dlouhý den Valhaly:Vetřelci (Meče a prsten a Vetřelci původně vydáno v r. 1994 pod pseudonymem Frank N. Skipper jako jediná kniha s názvem Dlouhý den Valhaly)[10]
- Další den Valhaly: Dopoledne
- Další den Valhaly: Odpoledne
- Konečný den Valhaly: Chlapec s mečem
- Konečný den Valhaly: Mezi světy

všech 6 dílů vyšlo v roce 2014 v jediném svazku pod názvem Valhala

## Publicistika
Ještě před trvalým přesídlením do Prahy v roce 1999 začal František Novotný spolupracovat s redakcí časopisu Yacht jako externí redaktor a tato spolupráce trvá stále. Jeho příspěvky netvoří jen recenze a představování nových jachet, ale také články o údržbě a výstroji. K obsahu časopisu též přispěl zavedením několika rubrik; s již zesnulým Ing. Miroslavem Pešlem uveřejnili pod názvem Žízeň po moři sérii článků o průkopnických plavbách československých námořních jachtařů po druhé světové válce, dále František Novotný obohatil časopis Yacht o rubriku „Toulky námořní minulostí“ věnovanou historii jachtingu a mořeplavby a o sérii medailónků významných osobností a průkopníků československého jachtingu.
Od roku 1999 do roku 2005 František Novotný přispíval do internetového deníku Neviditelný pes Ondřeje Neffa. Pro své úvahy a eseje na všemožná témata, od politických přes kulturní až k technicko- a vojensko-historickým, dostal k dispozici vlastní rubriku, kterou nazval Mrožoviny. Název byl reflexí na básničku „Mrož a tesař“ z knížky Alenka v říši divů, v níž Mrož říká:
Mluvme o jiných věcech

O botách, lodičkách a pečetním vosku

O lenoších a králech

A proč je moře tak horké

A zda mají prasata křídla.
Toto čtyřverší pak tvořilo motto rubriky, neboť přesně vystihovalo její rozsah a pestrost. Nakonec vyšlo v Mrožovinách na 400 statí, což by vydalo na hodně silnou knížku.
Neméně zajímavá byla spolupráce s Českou televizí. V letech 2006–2008 pracoval František Novotný jako externí moderátor a redaktor pro zpravodajský kanál ČT24, kde byl jedním ze čtyř moderátorů pořadu Historický magazín. K jeho práci nepatřilo jen pořad odmoderovat, obvykle se dvěma hosty ve studiu, ale také ve spolupráci s dramaturgem zvolit téma, napsat scénář, zúčastnit se natáčení v terénu, ať už to byly rozhovory s pamětníky či návštěvy památných míst, hradů, zámků, památníků a muzeí, a podílet se na zpracování předtáček ve střižně. Celkem František Novotný napsal a odmoderoval čtyřicet vydání Historického magazínu, jež se dají dohledat na internetu ve videoarchivu České televize.
Po celou tu dobu František Novotný samozřejmě publikoval i ve scifistických časopisech, především v Magazínu Fantasy & Science Fiction, kde uveřejňoval rozsáhlé recenze a literární analýzy, hlavně románů Roberta Holdstocka, v poslední době pak publikoval v časopisu Pevnost, kde mu na jaře 2012 vyšel seriál „Magické základy Hitlerovy říše“ o okultních kořenech nacismu.
František Novotný také několik let uveřejňoval minirecenze scifi knížek v Lidových novinách.

## Literatura faktu

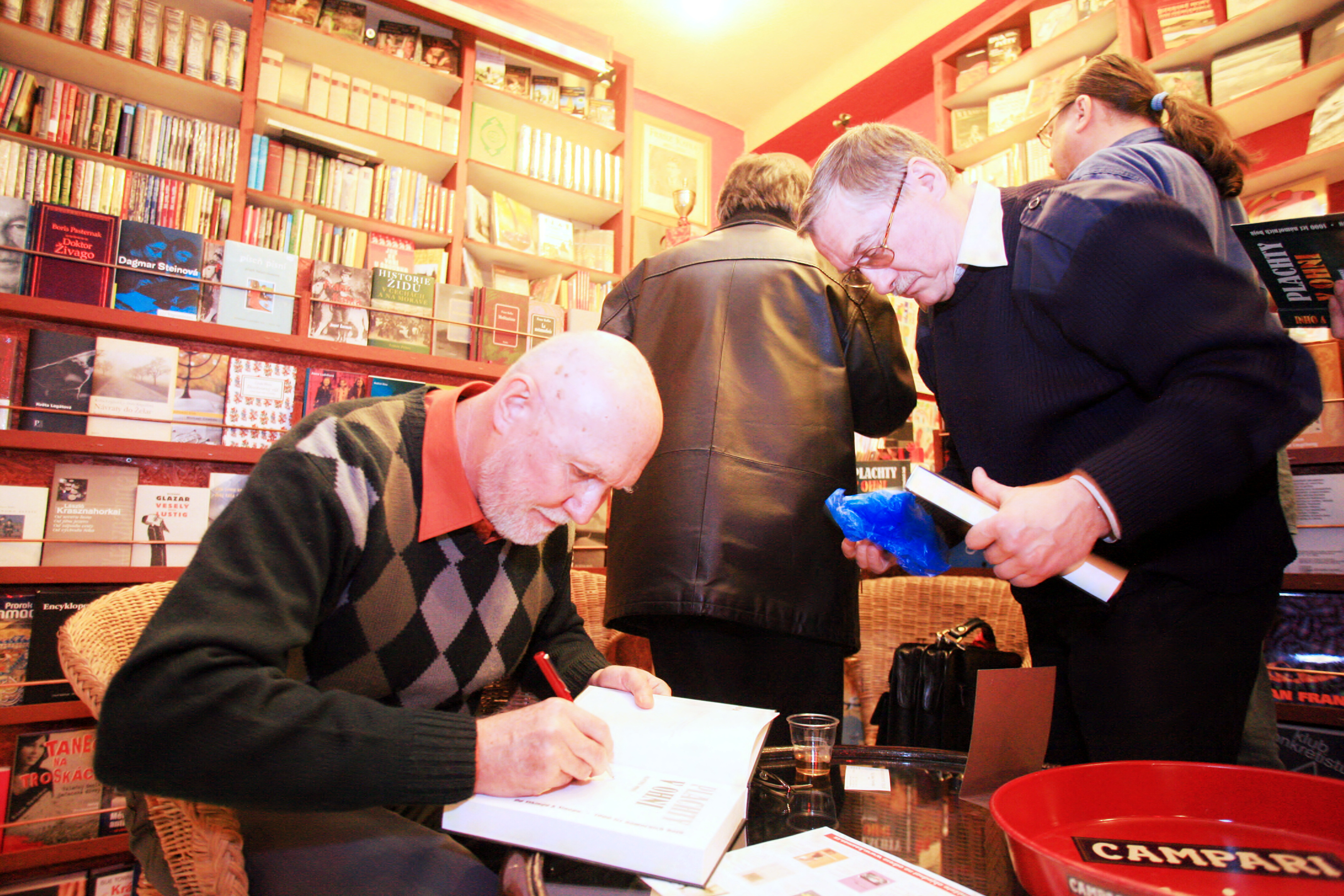
Autogramiáda „Plachty v ohni“